# Norwottuck
Norwottuck (Nalvotogy, Norwootuc), pleme Pocomtuc Indijanaca iz doline Connecticuta u Massachusettsu. Njihov teritorij nalazio se između great fallsa u South Hadleyu i Mt. Sugra Loafa. Oko 1656. napali su ih Mohegani, a bili su o u ratu s Montaukima i Narragansettima. Učestvivali su u ratu Ratu Kralja Filipa 1675. nakon čega su izbjegli na Norwottuck plantations gdje se spominju 1678. Njihov ratni poglavica Ashpelon vodio je seriju napada na Deerfield i Hatfield.